# Promachus grossypiatus
Promachus grossypiatus là một loài ruồi trong họ Asilidae. Promachus grossypiatus được Speiser miêu tả năm 1910.